# Grodmunnar
Grodmunnar (Podargidae) är en familj med nattaktiva fåglar besläktade med nattskärror med släktingar, dock numera vanligen placerad i en egen ordning, Podargiformes. De återfinns från Indien och österut genom södra Asien till Australien.
Trivialnamnet har de fått på grund av deras stora tillplattade och nedåtböjda näbb som ger dem ett grodliknande gap som de använder för att främst fånga flygande insekter. De är dåliga flygare.
De vilar horisontellt på grenar under dagen, kamouflerade av sin spräckliga fjäderdräkt. De lägger upp till tre vita ägg i en grenklyka vilka ruvas av båda könen under dagtid.

## Systematik
De tre arterna i släktet Podargus är stora grodmunnar som återfinns i Australien och på Nya Guinea. De har mycket stora platta och breda näbbar och är kända för att fånga stora byten som små ryggradsdjur (grodor, möss etc.), som de ibland först slår ihjäl genom att slå dem mot en sten. De cirka tio arterna i släktet Batrachostomus återfinns i tropiska Asien. De har mindre, mer rundade näbbar och är till största delen insektsätare. Både Podargus och Batrachostomus har borst runt basen av näbben, och arterna i släktet Batrachostomus har även andra långa borst som kanske fungerar som ett skydd för ögonen. I april 2007 beskrevs en ny art av grodmun från Salomonöarna vilken placerades i det nyskapade släktet Rigidipenna.
Traditionellt placeras grodmunnarna i ordningen Caprimulgiformes men nyare forskning indikerar att detta kanske inte stämmer. Sibley & Ahlquist, 1990 placerade dem istället i uggleordningen Strigiformes men detta anses idag av de flesta forskare på området som felaktigt. Sibley & Ahlquist forskning pekade också på att de båda grupperna av grodmunnar kanske inte är så nära besläktade som man tidigare trott och att de asiatiska arterna kanske borde placeras i den egna familjen Batrachostomidae. Idag anses de vanligen tillräckligt distinkta för att placeras i den egna ordningen Podargiformes, vilket Gregory Mathews föreslog redan 1918.

### Släkten och arter
Efter AviList:
Släkte Rigidipenna
- Salomongrodmun (R. inexpectata)

Släkte Podargus
- Marmorgrodmun (P. ocellatus)
- Papuagrodmun (P. papuensis)
- Australisk grodmun (P. strigoides)

Släkte Batrachostomus
- Större grodmun (B. auritus)
- Dulitgrodmun (B. harterti)
- Filippingrodmun (B. septimus)
- Stjärngrodmun (B. stellatus)
- Ceylongrodmun (B. moniliger)
- Nordlig grodmun (B. hodgsoni)
- Sumatragrodmun (B. poliolophus)
- Borneogrodmun (B. mixtus)
- Javagrodmun (B. javensis)
- Malajgrodmun (B. affinis)
- Palawangrodmun (B. chaseni)
- Sundagrodmun (B. cornutus)